# Британська латина

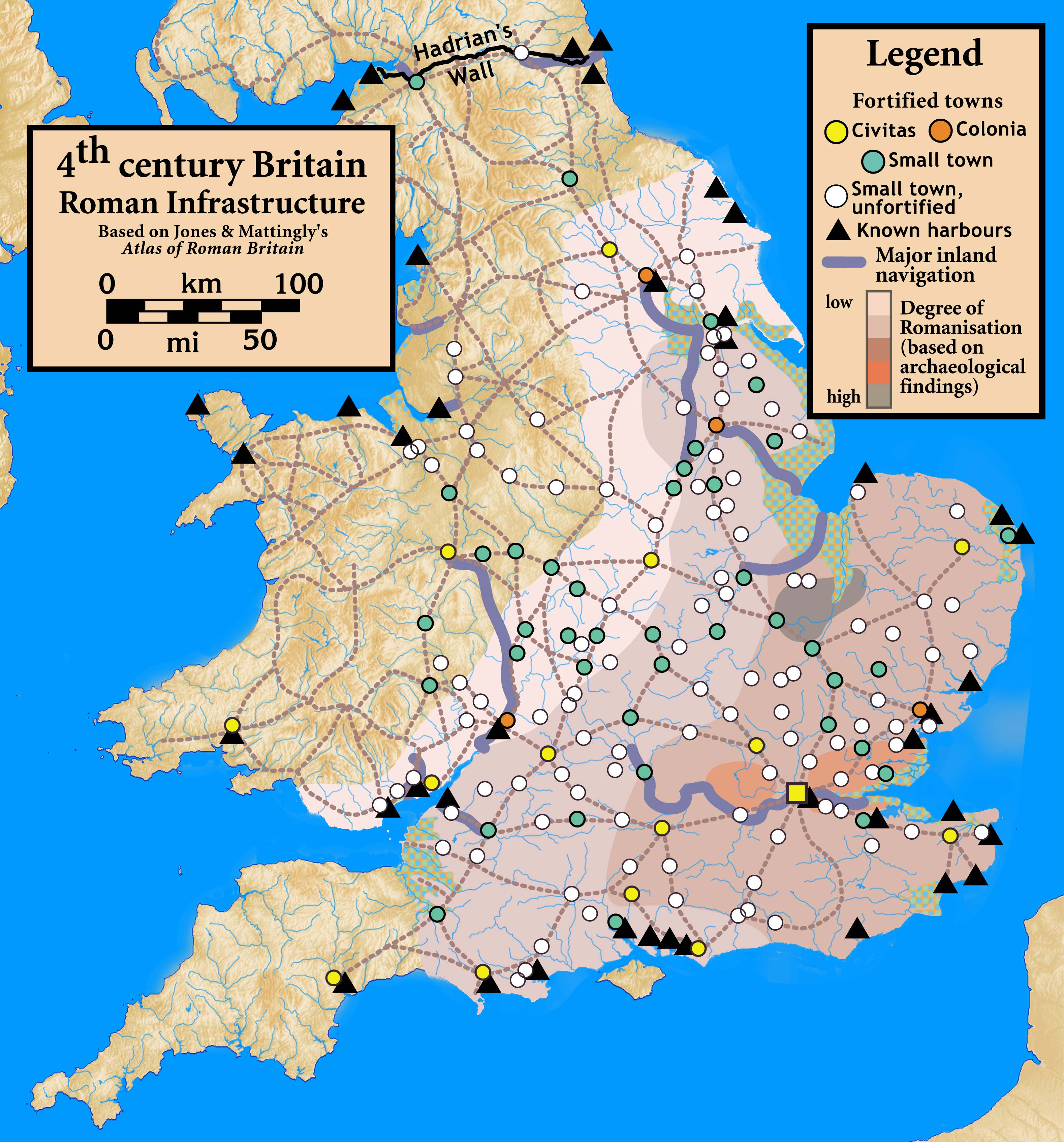
Ступінь романізації Британії збільшувався зі заходу на схід

Британська латина чи британська вульгарна латина — це різновид вульгарної латини, якою розмовляли на острові Британія в римський і постримський періоди. Після того як Британія стала частиною Римської імперії, латина стала основною мовою британської еліти та жителів у романізованих південних і східних частинах острова. Тим не менш, вона ніколи повністю не витіснила мову корінних британців, особливо на менш романізованому півночі і заході. Із закінченням римського панування, латина як розмовна мова змінилася староанглійською мовою, у період V—VI століть. В інших кельтських регіонах західної Англії вона проіснувала приблизно до початку VIII століття, і згодом була витіснена місцевими кельтськими мовами.

## Історія
На початковому етапі римського панування в 43 році нашої ери, Велика Британія була заселена корінними британцями, які говорили кельтською мовою, відомою як британська. Римська Британія стала провінцією Римської імперії і залишалася нею протягом майже чотирьох сотень років до 409 року, охоплюючи три чверті острова Британія.
Історики часто поділяють Римську Британію на «гірську зону» на півночі і заході країни і «низинну зону» на півдні і сході. Остання була глибше латинізована і мала романо-британську культуру. Зокрема в низинній зоні латина стала мовою більшості міщан, правлячого класу, армії, а після введення християнства й церкви. Британська залишався мовою селянства, яке становило основну частину населення, сільські еліти були, ймовірно, двомовними. У гірській зоні були лише обмежені спроби латинізації, і британська завжди залишалася панівною мовою.
У більшій частині Західної Європи від пізньої античності вульгарна латина розпалася на кілька локально відмінних діалектів, які насамкінець стали романськими мовами. Але в Британії, після закінчення римського панування на початку V століття, вульгарна латина як розмовна мова вимерла. Період, коли саме вульгарна латина вимерла, а також її характер та своєрідність, були приводом наукової дискусії в останні роки.